# Nitinol

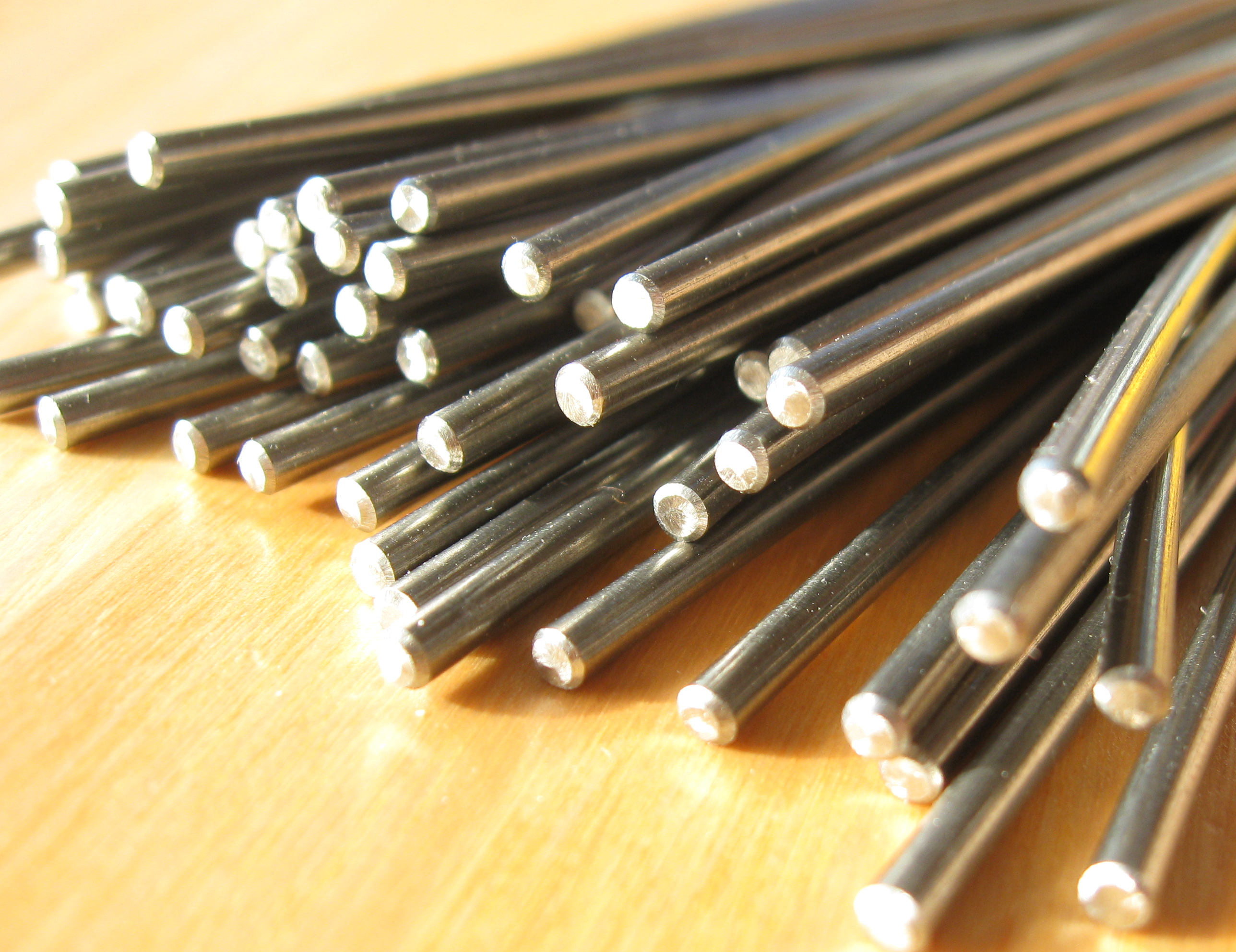
Dây Nitinol.

Nitinol là một loại hợp kim giữa Titan và Niken. Loại hợp kim này còn có một khả năng độc đáo là ghi nhớ hình dáng cũng như rất dẻo dai.

## Đặc tính
Nitinol có tính dẫn điện và gia công cơ khí rất tốt với độ bền rất lâu với các tác động và khả năng chống ăn mòn cao. Loại hợp kim này có một khả năng độc đáo là ghi nhớ hình dáng, nó rất dẻo dai nên có thể làm biến dạng thành nhiều hình khác nhau nhưng nó cũng sẽ trở lại hình dáng ban đầu khi bị nung nóng và trong quá trình trở lại hình dáng ban đầu nếu nó gặp phải lực cản thì vật liệu này sẽ tạo ra một lực cực kỳ lớn để vượt qua lực cản đó.
Để làm cho vật liệu ghi nhớ hình dạng mới thì trước hết phải chỉnh nó sang hình dạng mới và tìm cách cố định nó bằng thứ gì đó có thể chịu được lực định hình của vật liệu tránh nó trở lại hình dáng ban đầu, sau đó nung nóng vật liệu lên 500º-550 °C trong một thời gian tùy thuộc vào khối lượng và phương pháp nung và làm lạnh một cách nhanh chóng. Sau quá trình này thì hình dáng mới sẽ được ghi nhớ. Sau đó sẽ là quá trình nung tăng cứng vật liệu để đạt yêu cầu phù hợp với ứng dụng của đồ vật.

## Ứng dụng
Bề mặt oxit titan của Nitinol rất cứng nên nếu làm nó trở nên xù xì thì có thể dùng làm phay, tiện hay mài rất tốt. Nhưng vật liệu này có nhiều ứng dụng hơn trong cơ khí với các bộ phận cần độ cứng cao và khả năng ghi nhớ hình dáng đóng vai trò quan trọng.
Khả năng ghi nhớ hình dáng, sự dẻo dai, chống ăn mòn cao cùng khả năng tương thích sinh học làm cho nó trở thành vật liệu tuyệt hảo cho việc ứng dụng làm những ứng dụng y học như chỉnh hình răng, các bộ lọc, ống đỡ động mạch, neo xương... do lớp oxit titan cực kỳ thụ động đã bảo vệ vật liệu không bị ăn mòn cũng như ảnh hưởng đến khả năng tương thích sinh học tùy cấu trúc bề mặt. Loại vật liệu này dự tính có thể thay thế thép không gỉ trong lĩnh vực này.
Tuổi đời của sản phẩm làm từ vật liệu được xem là vô hạn trong điều kiện bình thường vì chưa có dấu hiệu cho thấy Nitinol bị ảnh hưởng bởi những thay đổi độ ẩm miễn là nhiệt độ xung quanh nó nhỏ hơn nhiệt độ dùng để tăng cứng vật liệu (như với loại SE508 là trong khoảng từ 200 °C-500 °C).
Nhưng chính lớp oxit này làm cho việc hàn không được thuận lợi, nếu muốn nối hai vật bằng vật liệu này lại với nhau bằng cách đó thì trước hết phải loại bỏ lớp oxit trong môi trường khí trơ và điểm hàn gây ảnh hưởng nhiệt phải rất nhỏ như kỹ thuật hàn laser. Nitinol hiện tại cho thấy không thể hàn vào các vật liệu khác vì điểm hàn rất giòn và dễ rớt ra ngoài.